# Kamil Piątkowski
Kamil Piątkowski (Jasło, 21 de junio de 2000) es un futbolista polaco que juega en la demarcación de defensa para el Red Bull Salzburgo de la Bundesliga.

## Selección nacional
Tras jugar en las selecciones sub-15, sub-19, sub-20 y sub-21, finalmente el 28 de marzo de 2021 debutó con la selección absoluta de Polonia en un partido de clasificación para la Copa Mundial de Fútbol de 2022 contra Andorra que finalizó con un resultado de 3-0 a favor del combinado polaco tras los goles de Karol Świderski y un triplete de Robert Lewandowski.

## Estadísticas

### Clubes
Actualizado al último partido disputado el 6 de noviembre de 2024.
‌
| Club                         | Div.          | Temporada     | Liga  | Liga  | Copas nacionales | Copas nacionales | Copas internacionales | Copas internacionales | Total | Total |
| Club                         | Div.          | Temporada     | Part. | Goles | Part.            | Goles            | Part.                 | Goles                 | Part. | Goles |
| ---------------------------- | ------------- | ------------- | ----- | ----- | ---------------- | ---------------- | --------------------- | --------------------- | ----- | ----- |
| Raków Częstochowa · Polonia  | 1.ª           | 2019-20       | 24    | 1     | 2                | 0                | ―                     | ―                     | 26    | 1     |
| Raków Częstochowa · Polonia  | 1.ª           | 2020-21       | 27    | 2     | 6                | 1                | ―                     | ―                     | 33    | 3     |
| Raków Częstochowa · Polonia  | Total club    | Total club    | 51    | 3     | 8                | 1                | 0                     | 0                     | 59    | 4     |
| Red Bull Salzburgo · Austria | 1.ª           | 2021-22       | 13    | 0     | 1                | 0                | 2                     | 0                     | 16    | 0     |
| Red Bull Salzburgo · Austria | 1.ª           | 2022-23       | 3     | 0     | 1                | 0                | 0                     | 0                     | 4     | 0     |
| K. A. A. Gante · Bélgica     | 1.ª           | 2022-23       | 17    | 0     | 0                | 0                | 4                     | 0                     | 21    | 0     |
| K. A. A. Gante · Bélgica     | Total club    | Total club    | 17    | 0     | 0                | 0                | 4                     | 0                     | 21    | 0     |
| Red Bull Salzburgo · Austria | 1.ª           | 2023-24       | 7     | 1     | 0                | 0                | 3                     | 0                     | 10    | 1     |
| Granada C. F. · España       | 1.ª           | 2023-24       | 9     | 0     | —                | —                | —                     | —                     | 9     | 0     |
| Granada C. F. · España       | Total club    | Total club    | 9     | 0     | 0                | 0                | 0                     | 0                     | 9     | 0     |
| Red Bull Salzburgo · Austria | 1.ª           | 2024-25       | 10    | 0     | 3                | 0                | 8                     | 0                     | 21    | 0     |
| Red Bull Salzburgo · Austria | Total club    | Total club    | 33    | 1     | 6                | 0                | 13                    | 0                     | 52    | 1     |
| Total carrera                | Total carrera | Total carrera | 110   | 4     | 14               | 1                | 17                    | 0                     | 141   | 5     |

## Palmarés

### Títulos nacionales
| Título          | Club               | País    | Año  |
| --------------- | ------------------ | ------- | ---- |
| Copa de Polonia | Raków Częstochowa  | Polonia | 2021 |
| Bundesliga      | Red Bull Salzburgo | Austria | 2022 |
| Copa de Austria | Red Bull Salzburgo | Austria | 2022 |